# Stanford Stadium
Lo Stanford Stadium è uno stadio di calcio e football americano ubicato a Palo Alto città della Silicon Valley della San Francisco Bay Area nello stato della California. Lo stadio è all'interno del campus dell'Università di Stanford nel census di Stanford nella Contea di Santa Clara.
Lo stadio inaugurato nel 1921 è stato demolito nel 2005 e ricostruito nel 2006.

## Storia
Lo stadio realizzato in cinque mesi venne inaugurato il 19 novembre 1921 con l'incontro che vide California Golden Bears football battere con il punteggio 42-7 Stanford Cardinal football. La capienza era originalmente di 60000 posti che dopo successivi ampliamenti raggiunse 85500 posti. Lo stadio era a pianta ovale con pista di atletica; l'ultima pista di atletica, in materiale sintetico venne installata nel 1978.

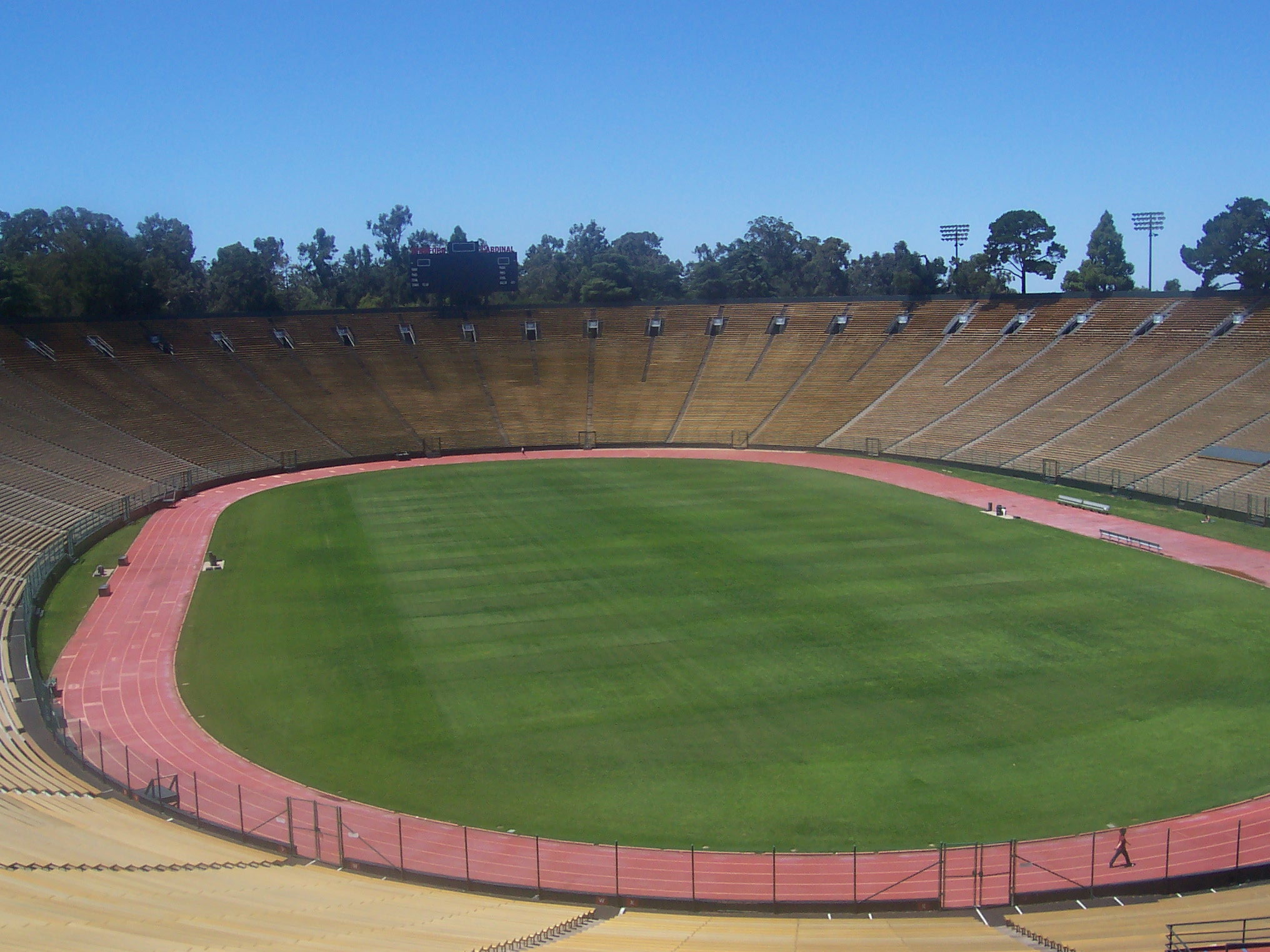
Lo stadio nel 2004

Nel 1984 in questo stadio si svolsero alcune partite del torneo di calcio delle Olimpiadi di Los Angeles, tra cui una semifinale, alcune partite del campionato del mondo 1994 e la semifinale della Coppa del mondo di calcio femminile 1999 tra Stati Uniti e Brasile.
Il 20 gennaio 1985 lo Stanford Stadium è stato sede del XIX Super Bowl di football americano tra i San Francisco 49ers vincitori della National Football Conference (NFC) e i Miami Dolphins vincitori dell'American Football Conference (AFC), per determinare il campione della National Football League (NFL) per la stagione 1984. I 49ers sconfissero i Dolphins con un punteggio di 38–16, vincendo il loro secondo Super Bowl. Nell'occasione, prima della disputa dell'evento venne rinnovata la tribuna stampa, vennero installati nuovi spogliatoi e aumentato il numero dei servizi igienici.
Nel 2005 lo stadio è stato demolito per essere ricostruito con pianta rettangolare ottagonale e senza pista di atletica. Al termine dei lavori di ricostruzione l'impianto è stato riaperto il 19 settembre 2006.
Dopo la ricostruzione la capienza dello stadio è di 50424 spettatori. Lo stadio ospita le partite interne della squadra degli Stanford Cardinal che disputa il campionato di football americano della National Collegiate Athletic Association e in alcune occasioni, dal 2011 anche le partite della squadra di calcio dei San Jose Earthquakes che disputa il campionato della Major League Soccer.

### Giochi della XXIII Olimpiade
| Data           | Ora (PDT) | Squadra #1     | Risultato        | Squadra2 #2    | Fase del torneo         | Spettatori |
| -------------- | --------- | -------------- | ---------------- | -------------- | ----------------------- | ---------- |
| 29 luglio 1984 | 19:30     | Stati Uniti    | 3–0              | Costa Rica     | gruppo D, (primo turno) | 78000      |
| 30 luglio 1984 | 19:30     | Germania Ovest | 2–0              | Marocco        | gruppo C, (primo turno) | 23228      |
| 31 luglio 1984 | 19:00     | Egitto         | 4–1              | Costa Rica     | gruppo D, (primo turno) | 20645      |
| 1 agosto 1984  | 19:00     | Brasile        | 1–0              | Germania Ovest | gruppo C, (primo turno) | 75239      |
| 2 agosto 1984  | 19:30     | Egitto         | 1–1              | Stati Uniti    | gruppo D, (primo turno) | 54973      |
| 3 agosto 1984  | 19:30     | Arabia Saudita | 0-6              | Germania Ovest | gruppo C, (primo turno) | 26242      |
| 5 agosto 1984  | 15:00     | Italia         | 1–0 (d.t.s.)     | Cile           | Quarti di finale        | 67349      |
| 6 agosto 1984  | 17:00     | Brasile        | 1–1 (4-2 d.c.r.) | Canada         | Quarti di finale        | 36150      |
| 8 agosto 1984  | 20:30     | Italia         | 1–2 (d.t.s.)     | Brasile        | Semifinali              | 83642      |

### Coppa del mondo 1994
| Data           | Ora (PDT) | Squadra #1 | Risultato        | Squadra2 #2 | Fase del torneo         | Spettatori |
| -------------- | --------- | ---------- | ---------------- | ----------- | ----------------------- | ---------- |
| 20 giugno 1994 | 13:00     | Brasile    | 2–0              | Russia      | Gruppo B, (primo turno) | 81061      |
| 24 giugno 1994 | 13:00     | Brasile    | 3–0              | Camerun     | Gruppo B, (primo turno) | 83401      |
| 26 giugno 1994 | 13:00     | Svizzera   | 0–2              | Colombia    | Gruppo A, (primo turno) | 83401      |
| 28 giugno 1994 | 13:00     | Russia     | 6–1              | Camerun     | Gruppo B, (primo turno) | 74914      |
| 4 luglio 1994  | 12:30     | Brasile    | 1–0              | Stati Uniti | Ottavi di finale        | 84147      |
| 10 luglio 1994 | 12:30     | Romania    | 2–2 (4–5 d.c.r.) | Svezia      | Quarti di finale        | 83500      |

### Coppa del mondo di calcio femminile 1999
| Data          | Ora (PDT) | Squadra #1  | Risultato | Squadra2 #2 | Fase del torneo | Spettatori |
| ------------- | --------- | ----------- | --------- | ----------- | --------------- | ---------- |
| 4 luglio 1999 | 13:30     | Stati Uniti | 2–0       | Brasile     | Semifinale      | 73123      |

## Immagini dall'alto

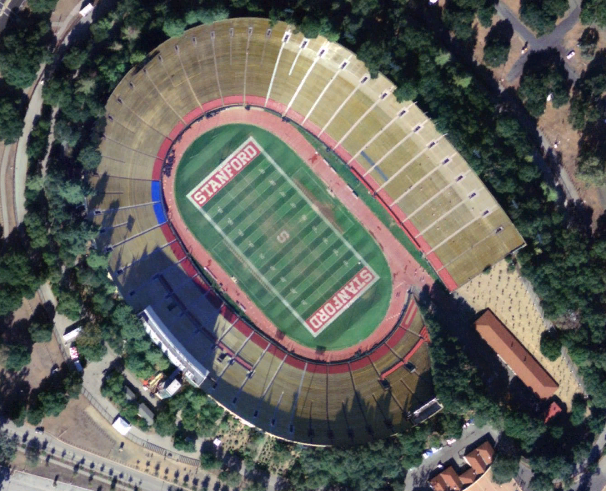
Lo stadio prima della ricostruzione
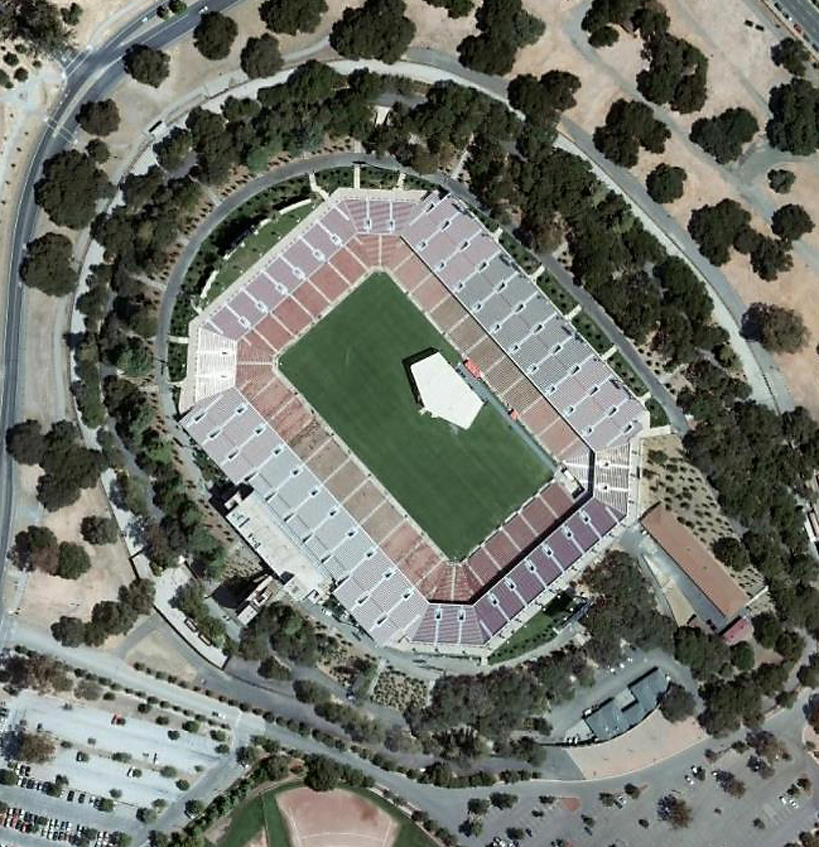
Lo stadio dopo la ricostruzione